# Гипсани блок
Гипсани блок је кабасти лагани грађевински материјал састављен од чврстог гипса, за изградњу и подизање лаганих, ватроотпорних, неносивих унутрашњих зидова, преградних зидова, шупљих зидова и облога стубова у затвореном простору. Гипсани блокови се састоје од гипса, малтера, воде и у неким случајевима адитива попут биљних или дрвених влакана ради веће чврстоће. Преградни зидови, направљени од гипсаних блокова, не захтевају подконструкцију за монтажу и као везивно средство се користи гипсани лепак, а не стандардни малтер. Због ове фундаменталне разлике, гипсане блокове не треба мешати са тањим гипсаним плочама (такође познатим као зидна плоча или гипс плоча) које се користе за облагање зидова.

## Производња
Гипсани блок је направљен од гипсаног малтера и воде. Процес производње је аутоматизован у производним погонима у којима се производи сирови гипс (CaSO
4·2H2O) се меље и суши, затим загрева да се уклони три четвртине везане воде и на тај начин трансформише у калцијум сулфат хемихидрат (CaSO
4·½H
2O), такође познат као гипсани малтер, штукатура, калцинисани гипс или париски гипс. Овај процес се такође назива калцинација. Гипс се затим меша са водом, меша и сипа у калупе да би се формирали гипсани блокови стандардних формата, било пуни, или са округлим или квадратним отвореним језгром да би се смањила тежина и уштедело на материјалу. Сваки блок је обликован са језичком и жлебом са свих страна, како би се омогућило брзо и лако склапање. Још мокри, гипсани блокови се ваде из калупа и стављају у коморе за сушење. Осушени гипсани блокови се пакују у производном погону, а затим транспортују до складишта или градилишта.